# Берта (мова)
Берта — мова, що належить до ніло-сахарської макросімʼї. Поширена в Ефіопії (регіон Бенішангул-Гумуз) та Судані (штат Блакитний Ніл). В Ефіопії вивчається в школах.

## Писемність
Абетка мови берта (Ефіопія) заснована на латинській.
Сучасна версія має наступний вигляд.
| A a | B b | D d | Dq dq | E e | F f | G g | H h | I i | J j  | K k | Kq kq | L l | M m | N n |
| --- | --- | --- | ----- | --- | --- | --- | --- | --- | ---- | --- | ----- | --- | --- | --- |
| /a/ | /b/ | /d/ | /ɗ/   | /e/ | /f/ | /g/ | /h/ | /i/ | /d͡ʒ/ | /k/ | /kʼ/  | /l/ | /m/ | /n/ |

| Ñ ñ     | O o | Pq pq | Q q | R r | S s | Sq sq | Sh sh | T t | Tq tq | Th th | U u | W w | Y y | Z z |
| ------- | --- | ----- | --- | --- | --- | ----- | ----- | --- | ----- | ----- | --- | --- | --- | --- |
| /ŋ/ /ɲ/ | /o/ | /pʼ/  | /ʔ/ | /r/ | /s/ | /t͡sʼ/ | /ʃ/   | /t/ | /tʼ/  | /θ/   | /u/ | /w/ | /j/ | /z/ |

- Довгі голосні передаються подвоєнням відповідних букв для голосних.
- Подвоєння приголосних передається подвоєнням відповідних букв для приголосних.
- Тони передаються так: буква для голосного без діакритичних знаків — низький тон; буква для голосного з акутом (´) — високий тон. Носові приголосні також можуть мати тон: можуть бути і низького тону (діакритичні знаки над буквами не ставляться) (m), і високого — над цими буквами ставиться акут (´) (ḿ).
- Використовується циркумфлекс (ˆ), який ставиться над буквами для голосних.

Раніше використовувалась трохи інша азбука. Від вищенаведеної вона відрізнялася використанням у диграфах апострофа ʼ замість букви q.
| A a | B b | D d | Dʼ dʼ | E e | F f | G g | H h | I i | J j  | K k | Kʼ kʼ | L l | M m | N n |
| --- | --- | --- | ----- | --- | --- | --- | --- | --- | ---- | --- | ----- | --- | --- | --- |
| /a/ | /b/ | /d/ | /ɗ/   | /e/ | /f/ | /g/ | /h/ | /i/ | /d͡ʒ/ | /k/ | /kʼ/  | /l/ | /m/ | /n/ |

| Ñ ñ     | O o | Pʼ pʼ | Q q | R r | S s | Sʼ sʼ | Sh sh | T t | Tʼ tʼ | Th th | U u | W w | Y y | Z z |
| ------- | --- | ----- | --- | --- | --- | ----- | ----- | --- | ----- | ----- | --- | --- | --- | --- |
| /ŋ/ /ɲ/ | /o/ | /pʼ/  | /ʔ/ | /r/ | /s/ | /t͡sʼ/ | /ʃ/   | /t/ | /tʼ/  | /θ/   | /u/ | /w/ | /j/ | /z/ |

| P p |
| --- |
| /p/ |

- Буква p використовується тільки в запозиченнях.
- Довгі голосні передаються подвоєнням відповідних букв для голосних.
- Подвоєння приголосних передається подвоєнням відповідних букв для приголосних.
- Тони передаються так: буква для голосного без діакритичних знаків — низький тон; буква для голосного з акутом (´) — високий тон. Носові приголосні також можуть мати тон: можуть бути і низького тону (діакритичні знаки над буквами не ставляться) (m), і високого — над цими буквами ставиться акут (´) (ḿ).
- Використовується циркумфлекс (ˆ), який ставиться над буквами для голосних.

## Додаткові джерела і посилання
- Сайт з багатьма книгами мовою берта.
- «Bertha—English—Amharic—Arabic dictionary». Основна частина.